# Jan De Bie (voetballer)

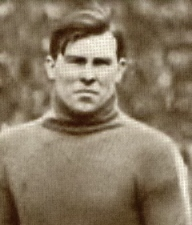
Jan De Bie

Jean Baptiste De Bie (Molenbeek, 9 mei 1892 – Brussel, 30 april 1961) was een Belgisch voetballer die speelde als doelman. Hij voetbalde in Eerste klasse bij Racing Club Brussel en speelde 37 interlands met het Belgisch voetbalelftal waarmee hij in 1920 olympisch kampioen werd.

## Loopbaan
Omwille van de Eerste Wereldoorlog werd de competitie in de Eerste klasse pas terug opgestart in 1919. De Bie debuteerde daarom pas in 1919 op 27-jarige leeftijd als doelman in het eerste elftal van Racing Club Brussel. Hij bleef er spelen tot in 1934 toen hij op 42-jarige leeftijd een punt zette achter zijn loopbaan. Ook toen de club in 1925 en in 1930 naar Tweede klasse degradeerde bleef De Bie er spelen. Telkens kon vrij vlug de plaats in de hoogste afdeling terug ingenomen worden. De Bie speelde in totaal 226 wedstrijden in de Eerste klasse. In tweede klasse speelde hij 73 wedstrijden.
Tussen 1920 en 1930 speelde De Bie 37 wedstrijden met het Belgisch voetbalelftal. Hij maakte deel uit van de ploeg die op de Olympische Zomerspelen 1920 in Antwerpen olympisch kampioen werd. De Bie speelde in alle wedstrijden mee. Op de Olympische Zomerspelen 1924 in Parijs speelde De Bie in één wedstrijd en op de Olympische Zomerspelen 1928 in Amsterdam speelde hij in twee wedstrijden. Op het Wereldkampioenschap voetbal 1930 in Uruguay was De Bie op 38-jarige leeftijd nog steeds aanwezig als invallersdoelman van de 17 jaar jongere Arnold Badjou. Hij speelde er in geen enkele wedstrijd mee.